# Olivier Péray
Olivier Péray est un réalisateur français.

## Biographie
Olivier Péray a suivi des études supérieures de mathématiques au Lycée Louis-le-Grand à Paris. Il devient ingénieur civil des mines et travaille pendant deux ans au Centre de morphologie mathématique de Fontainebleau.[réf. nécessaire]
Changeant radicalement d'activité à 27 ans - « pour me lancer dans un métier bizarre qui commençait, tout au bas de l’échelle, par servir de chauffeur à Bernard Blier ou à Marlène Jobert », écrit-il -, il commence sa carrière au cinéma à la fin des années 1970.
Il travaille alors comme assistant réalisateur, notamment de Claude Sautet, Jean-Claude Missiaen, Robert Bresson, Patrice Leconte, José Pinheiro et Christine Pascal ; il réalise un premier court métrage en 1993, Gueule d'atmosphère, récompensé en 1994 par le César du meilleur court métrage.
Son premier long métrage, Petits Désordres amoureux, sort en 1998.

## Filmographie

### Cinéma
Courts métrages
- 1993 : Gueule d'atmosphère
- 1995 : Double Express

Long métrage
- 1997 : Petits Désordres amoureux

### Télévision
- 2001 : Grosse bêtise - Fiction 90 min - M6
- 2003 : La vie quand même - Fiction 90 min - M6
- 2010 : Un soupçon d'innocence - Fiction 90 min - France 2 (réalisateur et coscénariste)
- 2011 : Divorce et Fiançailles - Fiction 90 min - France 3
- 2015 : Au nom du fils - Fiction 97 min - Arte (réalisateur et coscénariste)

## Récompenses
- César du meilleur court métrage lors de la 19e cérémonie des César en 1994 pour Gueule d'atmosphère ;
- César du meilleur espoir masculin pour Bruno Putzulu lors de la 24e cérémonie des César en 1999 pour Petits Désordres amoureux ;
- Prix Pierrot pour le jeune cinéma européen pour Petits Désordres amoureux au Festival de Berlin 1998 (section « Panorama »)[5] ;
- Grand prix d'interprétation féminine à Pascale Arbillot, pour son rôle dans le téléfilm Un soupçon d'innocence, au Festival de la fiction TV de La Rochelle 2010[6].